# Kanton Guillestre
Kanton Guillestre (fr. Canton de Guillestre) je francouzský kanton v departementu Hautes-Alpes v regionu Provence-Alpes-Côte d'Azur. Tvoří ho devět obcí.

## Obce kantonu
- Ceillac
- Eygliers
- Guillestre
- Mont-Dauphin
- Réotier
- Risoul
- Saint-Clément-sur-Durance
- Saint-Crépin
- Vars